# 比亞瓦普熱姆沙河
50°13′46″N 19°09′28″E / 50.229437°N 19.157757°E

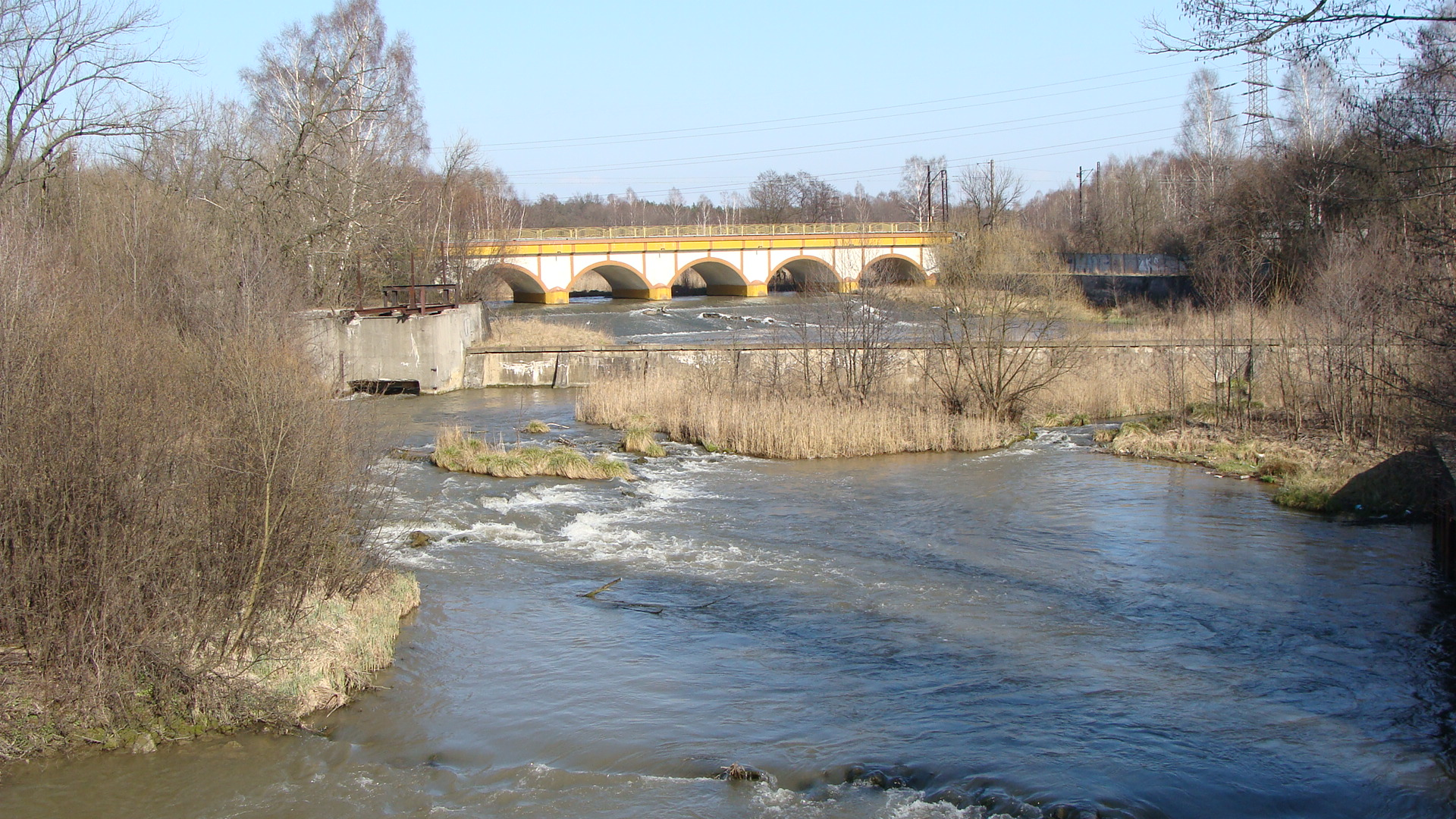

比亞瓦普熱姆沙河是波蘭的河流，位於該國南部，處於西里西亞省，屬於普熱姆沙河的支流，處於首都華沙西南面260公里，河道全長64公里，流域面積877平方公里。